# Greeneville (Tennessee)
Greeneville es un pueblo ubicado en el condado de Greene en el estado estadounidense de Tennessee. En el Censo de 2010 tenía una población de 15.062 habitantes y una densidad poblacional de 341,81 personas por km².

## Geografía
Greeneville se encuentra ubicado en las coordenadas 36°10′5″N 82°49′11″O / 36.16806, -82.81972. Según la Oficina del Censo de los Estados Unidos, Greeneville tiene una superficie total de 44.07 km², de la cual 44.07 km² corresponden a tierra firme y (0%) 0 km² es agua.

## Demografía
Según el censo de 2010, había 15.062 personas residiendo en Greeneville. La densidad de población era de 341,81 hab./km². De los 15.062 habitantes, Greeneville estaba compuesto por el 89.09% blancos, el 5.56% eran afroamericanos, el 0.23% eran amerindios, el 0.8% eran asiáticos, el 0.02% eran isleños del Pacífico, el 2.34% eran de otras razas y el 1.96% pertenecían a dos o más razas. Del total de la población el 4.4% eran hispanos o latinos de cualquier raza.